# My Crucis
My Crucis (μ Crucis, förkortat My Cru, μ Cru) som är stjärnans Bayerbeteckning, är en vidsträckt dubbelstjärna belägen i den östra delen av stjärnbilden Södra korset. Den har en skenbar magnitud på 3,99 och är synlig för blotta ögat där ljusföroreningar ej förekommer. Baserat på parallaxmätning inom Hipparcosuppdraget på ca 8,6 mas, beräknas den befinna sig på ett avstånd på ca 380 ljusår (ca 116 parsek) från solen.

## Egenskaper
My1 Crucis är en blå till vit underjättestjärna av spektralklass B2 IV-V. Den har en radie som är ca 2,6 gånger större än solens och utsänder från dess fotosfär ca 1 100 gånger mera energi än solen vid en effektiv temperatur av ca 11 100 K.
My2 Crucis är en blå till vit stjärna i huvudserien av spektralklass B5 Vne. Den har en radie som är ca 3 gånger större än solens och utsänder från dess fotosfär ca 200 gånger mera energi än solen vid en effektiv temperatur av ca 15 400 K.